# Саркузское
Саркузское — упразднённое муниципальное образование со статусом сельского поселения в Кизнерском районе Удмуртии Российской Федерации.
Административный центр — деревня Саркуз.
25 июня 2021 года упразднено в связи с преобразованием муниципального района в муниципальный округ.

## История
Статус и границы сельского поселения установлены Законом Удмуртской Республики от 15 ноября 2004 года № 62-РЗ «Об установлении границ муниципальных образований и наделении соответствующим статусом муниципальных образований на территории Кизнерского района Удмуртской Республики».

## Население
| 2010 | 2012 | 2013 | 2014 | 2015 | 2016 | 2017 |
| ---- | ---- | ---- | ---- | ---- | ---- | ---- |
| 581  | ↘556 | ↘531 | ↘510 | ↘508 | ↗514 | ↘506 |
| 2018 | 2019 | 2020 |      |      |      |      |
| ↘498 | ↘481 | ↘462 |      |      |      |      |

## Состав сельского поселения
| № | Населённый пункт | Тип населённого пункта          | Население |
| - | ---------------- | ------------------------------- | --------- |
| 1 | 140 Квартал      | посёлок                         | →18       |
| 2 | Верхний Мултан   | деревня                         | ↘8        |
| 3 | Дома 993 км      | населённый пункт                | ↘5        |
| 4 | Новая Пандерка   | деревня                         | ↘19       |
| 5 | Ныша             | деревня                         | ↘0        |
| 6 | Саркуз           | деревня, административный центр | ↘336      |
| 7 | Саркуз           | железнодорожная станция         | ↘122      |

В ноябре 2016 года был упразднён починок Советский Саркузского сельсовета.